# Ђуро Виловић
Ђуро Виловић (Брела, 11. децембар 1889 — Бјеловар, 22. децембар 1958) био је југословенски публициста и књижевник и припадник Југословенске војске у отаџбини. Рођен је у католичкој породици у Брелима код Макарске.

## Биографија
Живот му је више него драматичан. Похађао је Римокатоличку богословску школу и богословски факултет у Задру, а затим — Филозофски факултет у Бечу. Рукоположен је за свештеника 1913. године, неколико година је био свештеник у католичкој цркви, а онда је изразио жељу да, после Првог светског рата, пређе у православну веру. Но, ту му жељу нису испунили надлежни у Патријаршији Српске православне цркве, пошто, није хтео нипошто, да буде католик онда је покрштен код протестаната.
Према његовим књижевним делима и расправама о језику и народима на Балкану, може се закључити, да је схватио — да Римокатоличка црква користи нецивилизацијске методе у остваривању својих циљева. То сазнање је, било пресудно при одлуци, да се одрекне католичанства. Напустио је свештенички позив и оженио се Српкињом — православне вере.

## Оптужница
Раније познат по својим националистичким ставовима, постао је близак сарадник Драгољуба Михаиловића и пришао је четничком покрету. Због тога је на Београдском процесу 1946. године осуђен на 7 година затвора. Занимљиво је да је од праваша и свећеника завршио у друштву четника Драже Михаиловића.
Послије одслужења казне живио је у Бјеловару, гдје је и преминуо 22. децембра 1958. године.

## Књижевност
Виловић је био значајан аутор хрватске књижевности. Естета, прво издање из 1919. Аутобиографски роман вјечних боема. Аутор тематизира ликове хрватских декадената, сањара и боема. Између два светска рата био један од најпопуларнијих књижевника у Југославији. Књижевна дела Ђуре Виловића су уврштена у хрватску књижевност.
Објавио је пет, веома читаних, романа:
- „Естета” (1919),
- „Међумурје” (1923),
- „Три сата” (1925),
- „Мајстор душе” (1931)
- „Звоно је оплакало дјевицу” (1938)

И три приповетке:
- „Загаљени живот” (1923),
- „Мандорлато” (1924)
- „Хрватски сјевер и југ” (1930).